# Rajaioga

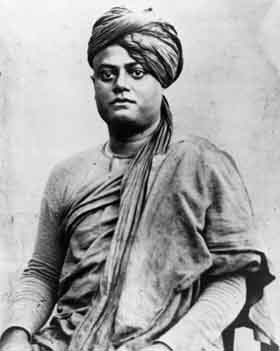
Vivekananda

O rajaioga (em sânscrito राज योग, transl. Rāja Yoga, "ioga real" ou "união real") é uma classe da modalidade de ioga cujo foco é o desenvolvimento da mente do observador (rsih), utilizando para tal uma sucessão de etapas como a meditação (Diana) e a contemplação (Samádi). Seu objetivo é conhecer a realidade (viveka), alcançar o despertar (moksha)e eventualmente a iluminação (kaivalya).
O rajaioga foi inicialmente descrita como um caminho óctuplo ou de oito membros nos Yoga Sutras de Patanjali sendo parte da tradição Samkhya.

## Etimologia
O Bhagavad Gita menciona um conhecimento muito antigo, uma vidyā chamada ioga, transmitido pela linhagem de "rājarṣayah", rāja ṛṣi-, "reis rishi". 
O termo rajaioga é possivelmente um retrônimo, introduzido no século XV no Hatha Yoga Pradipika para distinguir a escola baseada nos Yoga Sutras de Patanjali da mais atual escola de hataioga desenvolvida pelo iogue Swatmarama. O rajaioga foi divulgado no mundo ocidental a partir do final do século XIX, por Vivekananda e pela teosofia.

## Oito Membros
1. Iama contenção, moderação, auto-controle através de um conjunto de regras ou conduta moral. É composto por cinco regras [6]: Ahimsa, Sathya, Asteya, Brahmacharya e Aparigraha.
2. Niiama mudanças dos hábitos que possibilitam o controle do comportamento. São cinco Niiamas:  Shaucha (pureza interna e externa), Santosha (contentamento), Tapas (austeridade), Svadhyaya (estudo espiritual e prática) e Ishvarapranidhana (auto-entrega a Deus).[7]
3. Asana postura física estável, com coluna ereta sustentando de forma alinhada peito, pescoço e cabeça[1]. A rajaioga não tem como foco a prática de posturas físicas como outras iogas. A postura nesse ponto é aquela necessária para que o meditador consiga se concentrar no objeto da meditação.
4. Pranaiama equilíbrio da respiração. Na mantra ioga, laiaioga e rajaioga o Pranaiama é secundário e não tem importância central para a prática.[8].
5. Pratiaara abstração dos sentidos, retirada dos sentidos dos seus objetos de percepção. Pela prática apropriada de Pratyahara os sentidos são totalmente controlados. Eles se tornam um veículo obediente, levando o praticante aonde ele desejar. O praticante adquire maestria sobre os sentidos. [9]
6. Darana concentração uni-direcionada da mente de forma sustentada em um aspecto do objeto de meditação. A intenção é investigar a verdade por trás do objeto de concentração. Mantendo a distinção do objeto e suas propriedades, daquilo que o circunda, conduz a uma clara e vigorosa consciência do objeto.[10]. A meditação ocorre com Darana e Diana juntamente.
7. Diana meditação, estabilização do estado uni-direcionado. Quando a mente foi treinada para permanecer em um ponto externo ou interno, ela recebe um poder de fluir ininterruptamente em direção a esse ponto.[11]
8. Samádi estado de consciência tranquila, superconsciente, absorvida. Quando Diana se torna capaz de abandonar a parte externa da percepção e permanece meditando, esse estado é chamado Samádi. [11]

A prática dessa modalidade de ioga traz benefícios a mente, às emoções e ao corpo. Sendo que a prática regular, tem como objetivo atingir pleno controle da mente.